# Anas Al-Sharif
Anas Jamal Mahmoud Al-Sharif (1996 — 10 de agosto de 2025) foi um jornalista e videorrepórter palestino da Al Jazeera, amplamente reconhecido por suas reportagens na linha de frente no norte de Gaza durante a guerra entre Israel e Hamas (2023–2025).
Em outubro de 2024, um porta-voz das Forças de Defesa de Israel (IDF) revelou que Anas pertencia às Brigadas Izz ad-Din al-Qassam.
Por vários meses, o exército israelense acusou repetidamente Al-Sharif de ser um terrorista do Hamas, alegação que a Al Jazeera condenou como uma tentativa de justificar sua morte. O Comitê para a Proteção dos Jornalistas (CPJ) pediu à comunidade internacional que garantisse sua proteção.

## Morte
Al-Sharif foi morto em um ataque aéreo israelense que atingiu uma tenda de jornalistas nos arredores do Hospital Al-Shifa, em Gaza, no dia 10 de agosto de 2025.